# Phragmatobia alaica
Phragmatobia alaica là một loài bướm đêm thuộc phân họ Arctiinae, họ Erebidae.